# Microneta
Microneta là một chi nhện trong họ Linyphiidae.